# Lepidochrysops gigantea
Lepidochrysops gigantea is een vlinder uit de familie van de Lycaenidae. De wetenschappelijke naam van de soort is voor het eerst geldig gepubliceerd in 1898 door Trimen.